# Alain Clark
Alain Clark er en pop/soul-sanger fra Holland.